# أنس الحاج محمد
أنس الحاج محمد (مواليد 26 مارس 2005) هو لاعب كرة قدم محترف يشغل مركز مهاجم في صفوف نادي بارما الإيطالي، الذي ينافس في الدوري الإيطالي لكرة القدم. وُلد في إيطاليا، ويمثل المنتخب التونسي على المستوى الدولي.

## المسيرة مع الأندية
بدأ الحاج ممارسة كرة القدم في أكاديمية شباب كييفو فيرونا منذ سن السادسة. وفي أغسطس 2021، انتقل إلى أكاديمية شباب بارما. خلال موسمه الأول مع فريق تحت 19 سنة لبارما، سجل 15 هدفًا وقدم 6 تمريرات حاسمة في 32 مباراة. تمت ترقيته إلى الفريق الأول لنادي بارما في موسم 2023–24 ضمن دوري الدرجة الثانية الإيطالي، وارتدى القميص رقم 61.

## المسيرة الدولية
ولد الحاج في إيطاليا لأب تونسي وأم مغربية، ويحمل الجنسيات الثلاث. في أبريل 2022، استُدعي إلى منتخب إيطاليا تحت 17 سنة للمشاركة في تصفيات بطولة أوروبا تحت 17 سنة لكرة القدم 2023. وفي مارس 2023، استُدعي إلى معسكر تدريبي لمنتخب المغرب تحت 20 سنة.
في سبتمبر 2023، استُدعي الحاج لأول مرة إلى منتخب تونس الأول. وفي الأسبوع نفسه، استُدعي أيضًا إلى منتخب إيطاليا تحت 19 سنة لخوض سلسلة من المباريات الودية. اختار الحاج تمثيل تونس، وشارك لأول مرة كبديل في الدقائق الأخيرة خلال الفوز 3–0 على بوتسوانا ضمن تصفيات كأس الأمم الأفريقية 2023 بتاريخ 7 سبتمبر 2023.

## أسلوب اللعب
يُوصَف الحاج بأنه مهاجم متعدد الاستخدامات، إذ يستطيع اللعب كمهاجم صريح، أو جناح، أو مهاجم ثانٍ. ويُعرف بشكل خاص بسرعته، وقدرته على إنهاء الهجمات، ورؤيته، ومهاراته الفنية.